# Мунія чорна
Му́нія чорна (Lonchura stygia) — вид горобцеподібних птахів родини астрильдових (Estrildidae). Ендемік Нової Гвінеї.

## Опис
Довжина птаха становить 11 см, вага 10-12 г. Самці мають переважно чорне, блискуче забарвлення. Крила у них бурувато-чорні, верхні покривні пера хвоста мають жовті кінчики, стернові пера чорнувато-бурі з жовтими краями. Очі темно-карі, дзьоб сірий, лапи сіруваті. У самиць верхня частина тіла коричнювато-чорна, позбавлена відблиску.

## Поширення і екологія
Чорні мунії мешкають в регіоні Транс-Флай на півдні Нової Гвінеї, від Мандума до озера Давіумбу. Вони живуть у вологих саванах, на луках і болотах. Зустрічаються зграйками до 20 птахів, іноді приєднуються до змішаних зграй птахів. Живляться насінням трав, іноді також ягодами, плодами, пагонами і дрібними літаючими комахами. Розмножуються протягом всього року, пік гніздування припадає на завершення сезону дощів. Гніздо кулеподібне, в кладці від 4 до 6 яєць. Інкубаційний період триває 2 тижні. Будують гніздо, насиджують яйця і доглядають за пташенятами і самиці, і самці. Пташенята покидають гніздо через 3 тижні після вилуплення, однак батьки продовжують піклуватися про них ще деякий час.

## Збереження
МСОП класифікує стан збереження цього виду як близький до загрозливого. Чорним муніям загрожує знищення природного середовища, зокрема пов'язане з інтродукованими дикими свинями і оленями Rusa timorensis.